# Mycetophyllia reesi
Mycetophyllia reesi là một loài san hô trong họ Mussidae. Loài này được Wells mô tả khoa học năm 1973.